# Дуги живот брачног пара Кос
Дуги живот брачног пара Кос је југословенска телевизијска драма из 1990. године. Режирао га је Јанко Баљак, а сценарио је писао Иван М. Лалић.

## Радња
Веома стари господин и госпођа Кос, очекујући скори неминовни крај живота, остављају тестаментом своју велику и лепу кућу младом брачном пару - својим лекарима. Млади лекари живе у једнособном стану са двоје деце. Но, старци су из дана у дан све крепкији, о умирању нема говора. Ипак, једно од њих четворо ће почети да ради на промени тог стања. 

## Улоге
| Глумац           | Улога                   |
| ---------------- | ----------------------- |
| Рената Улмански  | Госпођа Оља Кос         |
| Милутин Бутковић | Господин Милан Кос      |
| Дара Џокић       | Докторка Милка Смиљанић |
| Милан Ерак       | Доктор Драган Смиљанић  |
| Предраг Лаковић  | Слуга Андреј            |